# Pâté aux pommes de terre

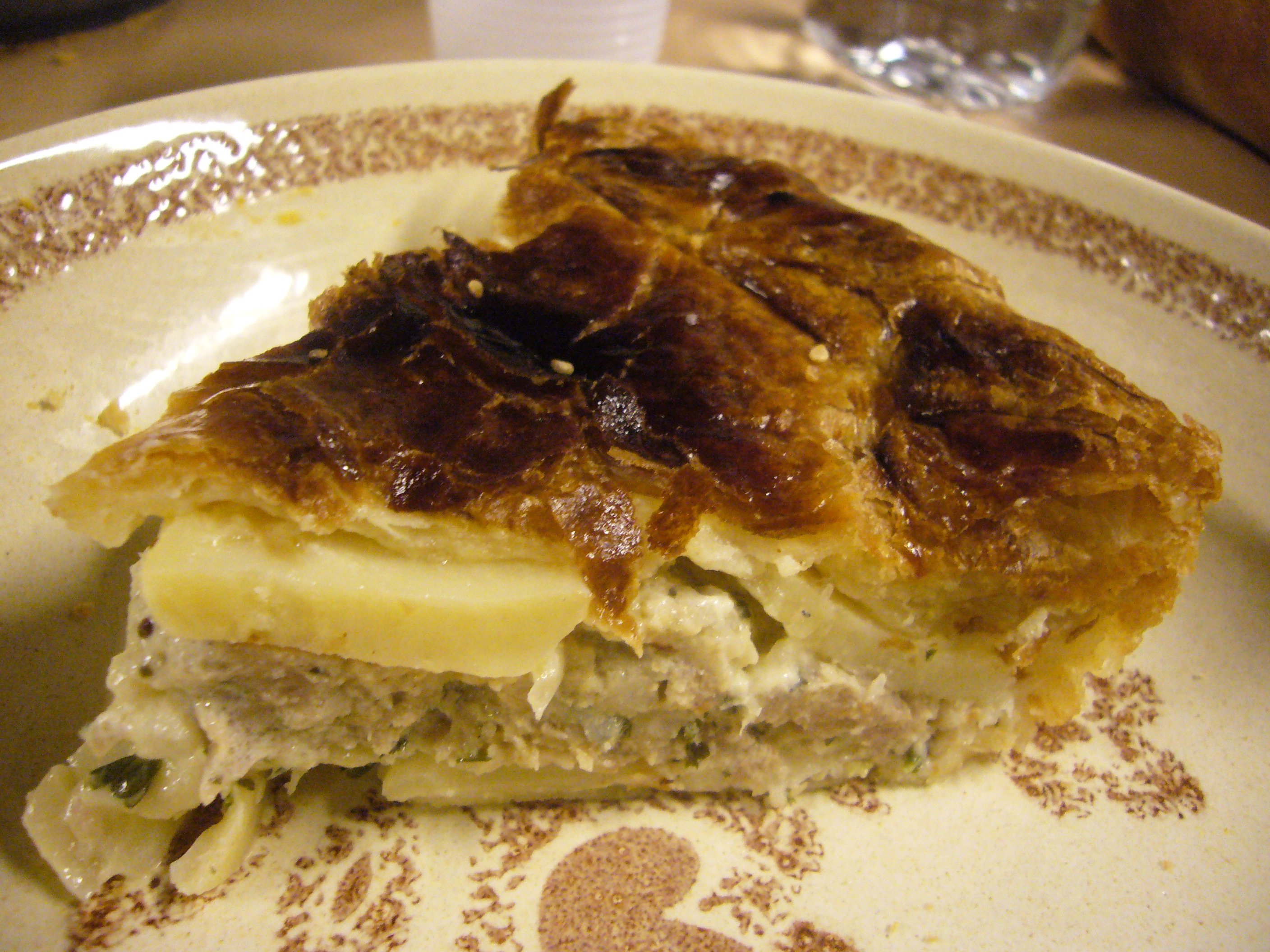
Pâté aux pommes de terre.

El gâteau aux pommes de terre o pâté aux pommes de terre es una especialidad gastronómica de las regiones del centro de Francia, en particular del Lemosín, del Berry y del territorio de Borbonés.

## Características
Se trata de una torta de hojaldre o de masa quebrada rellena de papas cortadas en rodajas finas, crème fraiche y ocasionalmente cebolla y perejil. Raras veces contiene carne. Se puede tomar como guarnición o más típicamente como primer plato, acompañada de una ensalada.